# Stygg
Stygg är ett studioalbum av Louise Hoffsten, släppt 1988.

## Låtlista
| Nr           | Titel                         | Kompositör                        | Längd    |
| ------------ | ----------------------------- | --------------------------------- | -------- |
| 1.           | Vin av frihet                 | Simon Adahl / Louise Hoffsten     | 00:03:17 |
| 2.           | Vad är framgång               | Louise Hoffsten / Allen Toussaint | 00:03:40 |
| 3.           | Fet lögn                      | Simon Adahl / Louise Hoffsten     | 00:03:37 |
| 4.           | Lång väg att gå               |                                   | 00:03:25 |
| 5.           | Cirkusen har kommit till stan | Louise Hoffsten                   | 00:03:17 |
| 6.           | Stygg                         | Louise Hoffsten                   | 00:02:51 |
| 7.           | Hon gör allt för dig          |                                   | 00:03:47 |
| 8.           | Balladen om ett munspel       | Cornelis Vreeswijk                | 00:04:00 |
| 9.           | Längtans röst                 |                                   | 00:04:26 |
| 10.          | Billigt hotell                | Louise Hoffsten                   | 00:03:26 |
| 11.          | The seduction of sweet louise |                                   | 00:03:06 |
| 12.          | Somebody to love              |                                   | 00:02:47 |
| 13.          | Can't get enough              |                                   | 00:03:18 |
| Total längd: | Total längd:                  | Total längd:                      | 44:57    |

Låtarna 5, 9, 10 och 11 producerade av Frankie Miller, övriga av Tomas Gabrielsson.

## Listplaceringar
| Lista (1988–1989) | Topplacering |
| ----------------- | ------------ |
| Sverige           | 22           |